# 沃特顿湖国家公园
沃特顿湖国家公园（英語：Waterton Lakes National Park）是加拿大国家公园系统中的一座，坐落在艾伯塔省西南角，毗邻美国蒙大拿州的冰川国家公园。此国家公园是加拿大四大国家公园之一，建立于1895年，并以沃特顿湖命名。公园面积达505平方千米，包括崎岖的山地及其它自然景观。
活特顿湖由加拿大公园管理局管理，全年对游人开放，主要游人季为6月及7月。唯一可抵达公园的商业设施位于沃特顿公园城址。公园山脉海拔从城址的1,290米至布莱基斯顿山的2,910米。公园设有多条观光路线，包括2012/2013年的地穴湖铁路，沃特顿每年接收游客为402,542。 
公园成为2011年国家公园计划的一部微电影的主角，由彼得·林奇主导，卡当斯·维彭、劳拉·巴雷特、马克·哈密尔顿摄制。
2013年6月24日星期一，美国脱口秀节目主持大卫·雷特曼在夜间节目秀中对公园做了一次简短的推荐。在采访梅丽莎·麦克凯瑟中，他对她说：“当你前往蒙大拿，会向北抵达冰川，发现沃特頓-冰川國際和平公園，那就是加拿大境内的冰川国立公园，真是鬼斧神工。”多家加拿大新闻引用了这段引言。

## 历史
1932年，从沃特顿到冰川形成了沃特頓-冰川國際和平公園。查尔斯·亚瑟·曼德尔先生代表扶轮国际指定沃特顿为世界和平，虽然公园因面积广阔而生物密集，主要的亮点是沃特顿湖，由历史性的威尔士王子酒店国家历史地点俯瞰而下，它是加拿大落基山脉最深的湖泊。

### 生物圈保护区
1979年，沃特顿和毗邻的美国冰川国家公园一同被列入生物圈保护区，保护山脉、草原、湖泊和淡水湿地生态系统。公园山脉的栖息地包括：大草原、山杨树森林、高山草甸、亚高山带低地森林、落叶性和松柏科森林。

### 世界文化遗产
公园作为沃特顿-冰川洲际和平公园，因其特殊的气候特点、地形地貌、高山草原交界和海洋水文分水岭，于1995年被指定为世界文化遗产。它们均具有独特的观光价值和为数众多的动物群和植物群。

## 图片

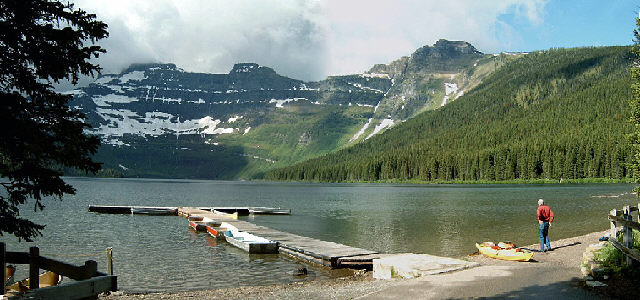
卡梅隆湖
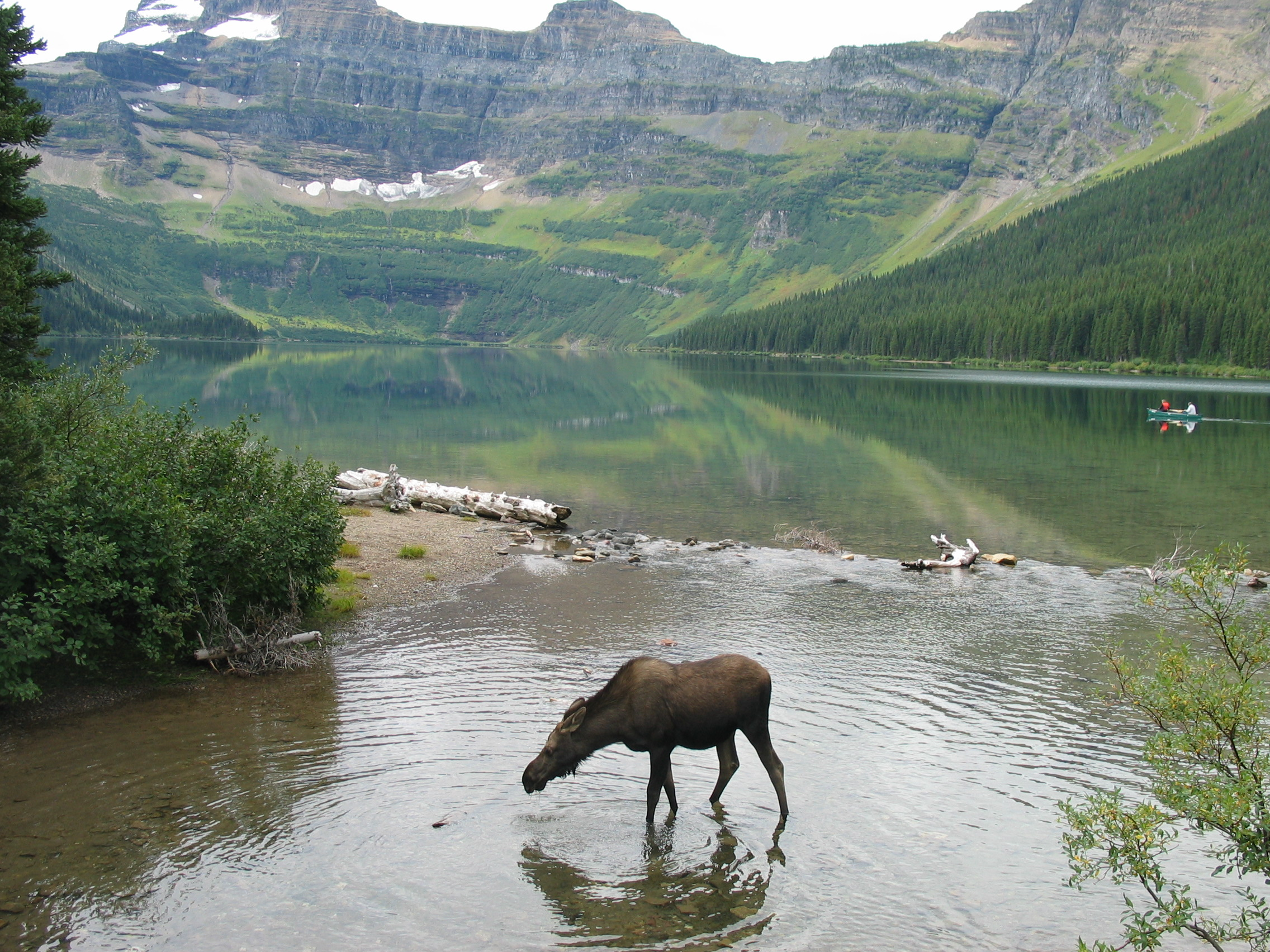
艾伯塔卡梅隆湖的驼鹿
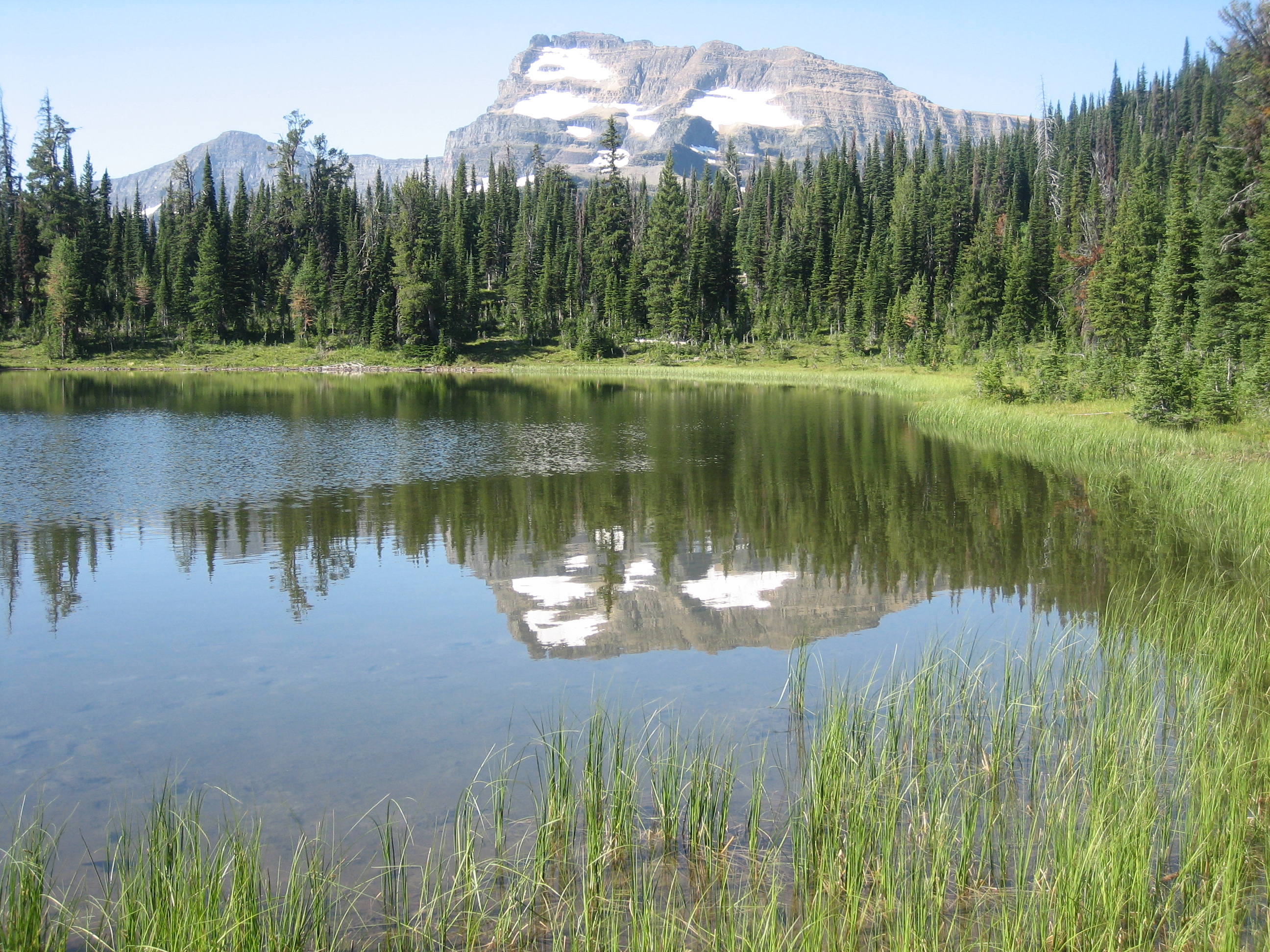
艾伯塔萨米特湖
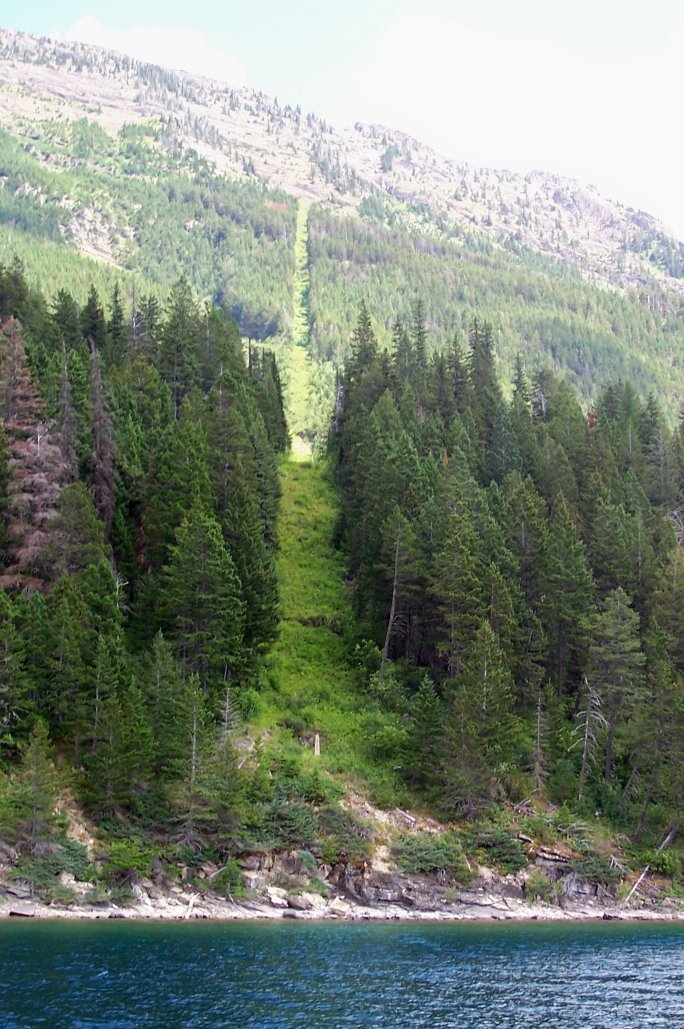
沃特顿湖的第49条平行线
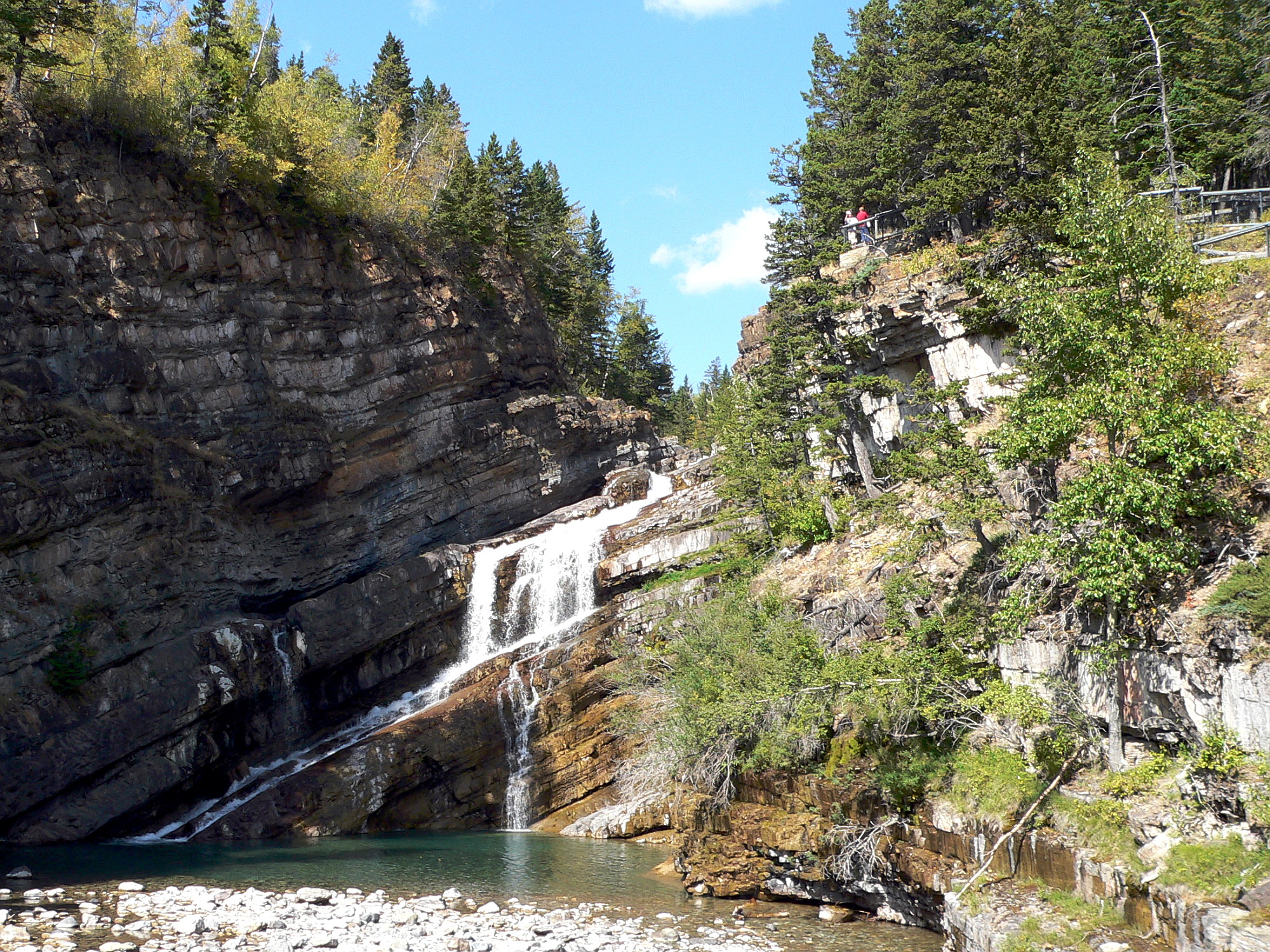
卡梅隆瀑布
- 红岩峡谷
- 沃特顿公园城址的南部海滩
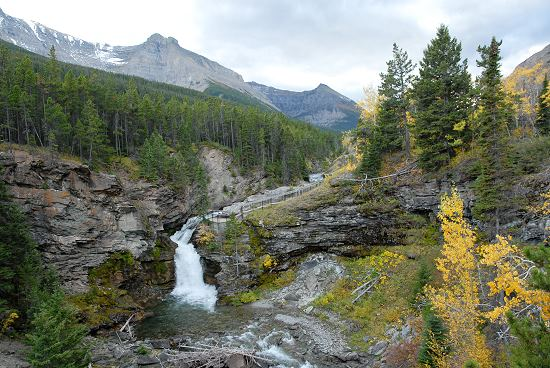
布莱基斯顿瀑布 （上游）
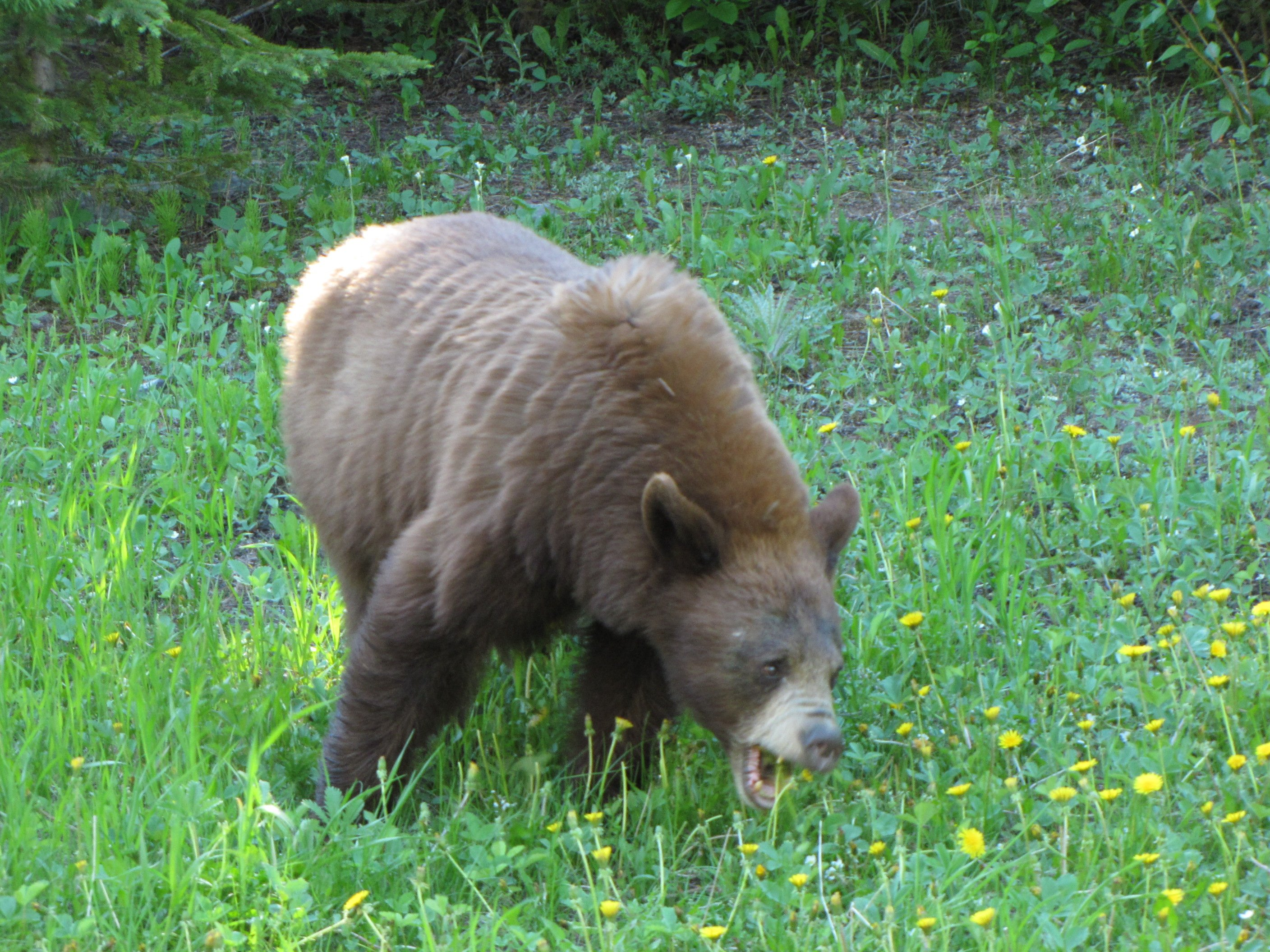
肉桂色的黑熊正在食用阿卡米娜公园步道上的蒲公英
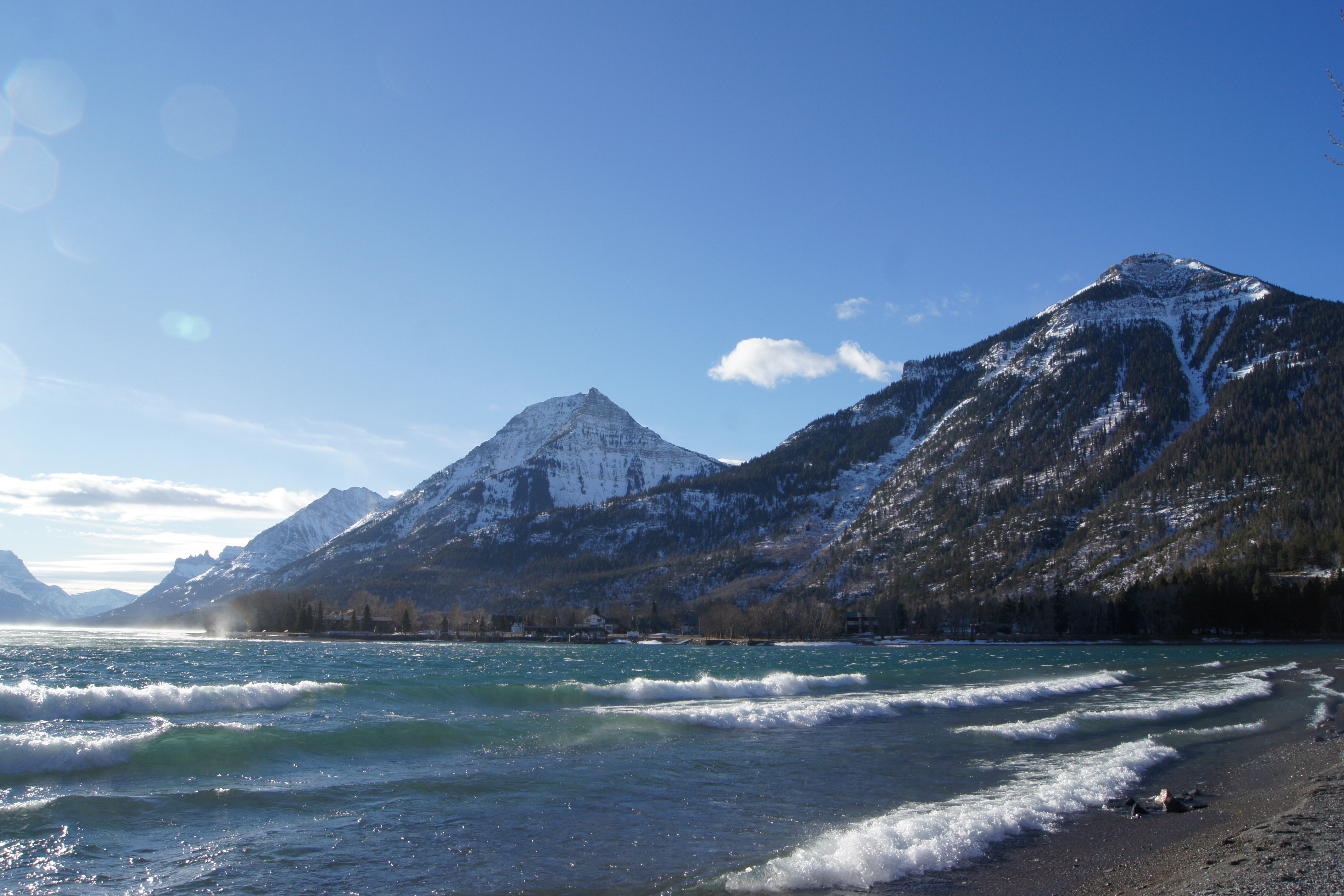
鸟瞰沃特顿湖周围的山脉
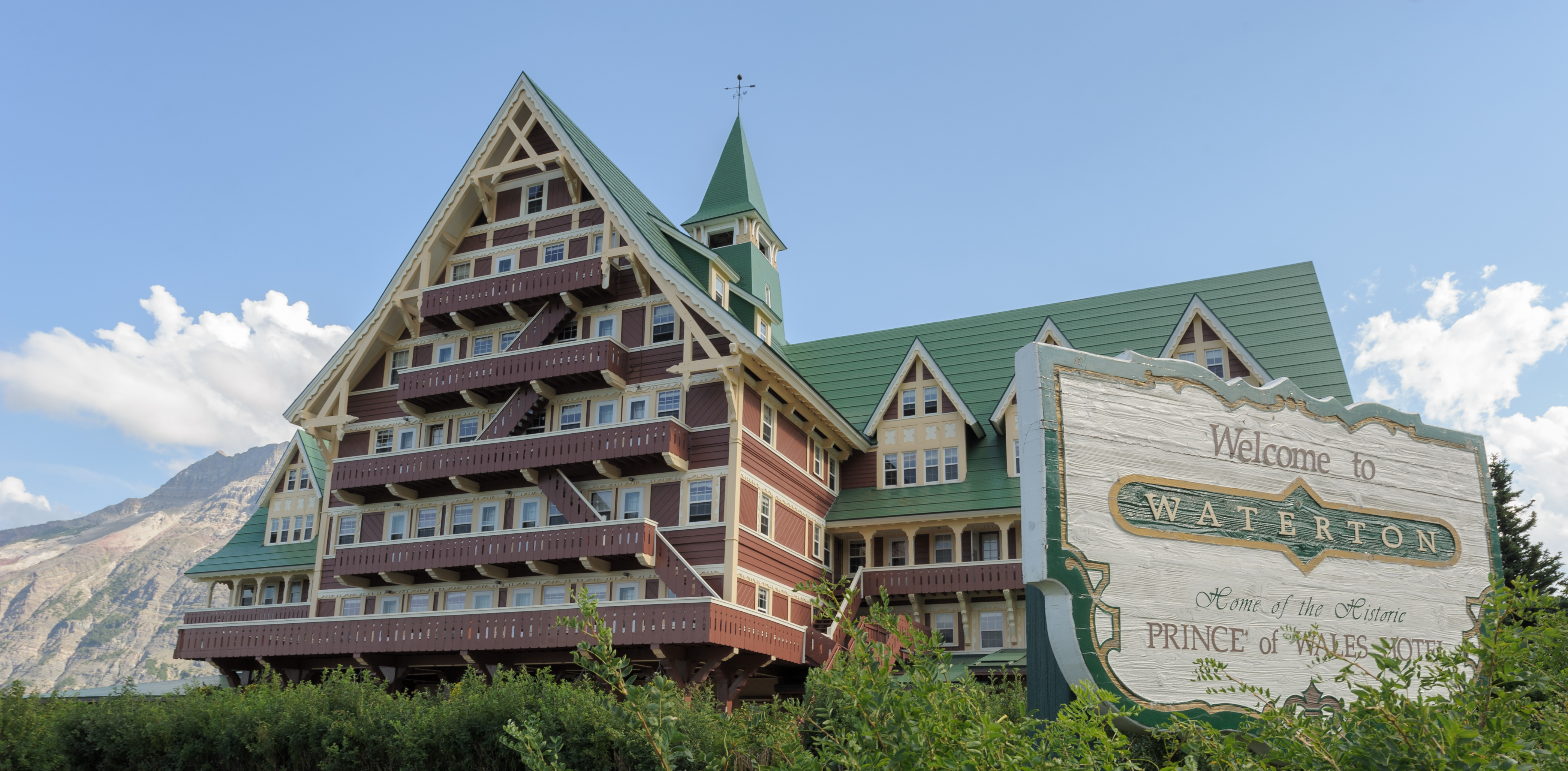
威尔士王子酒店
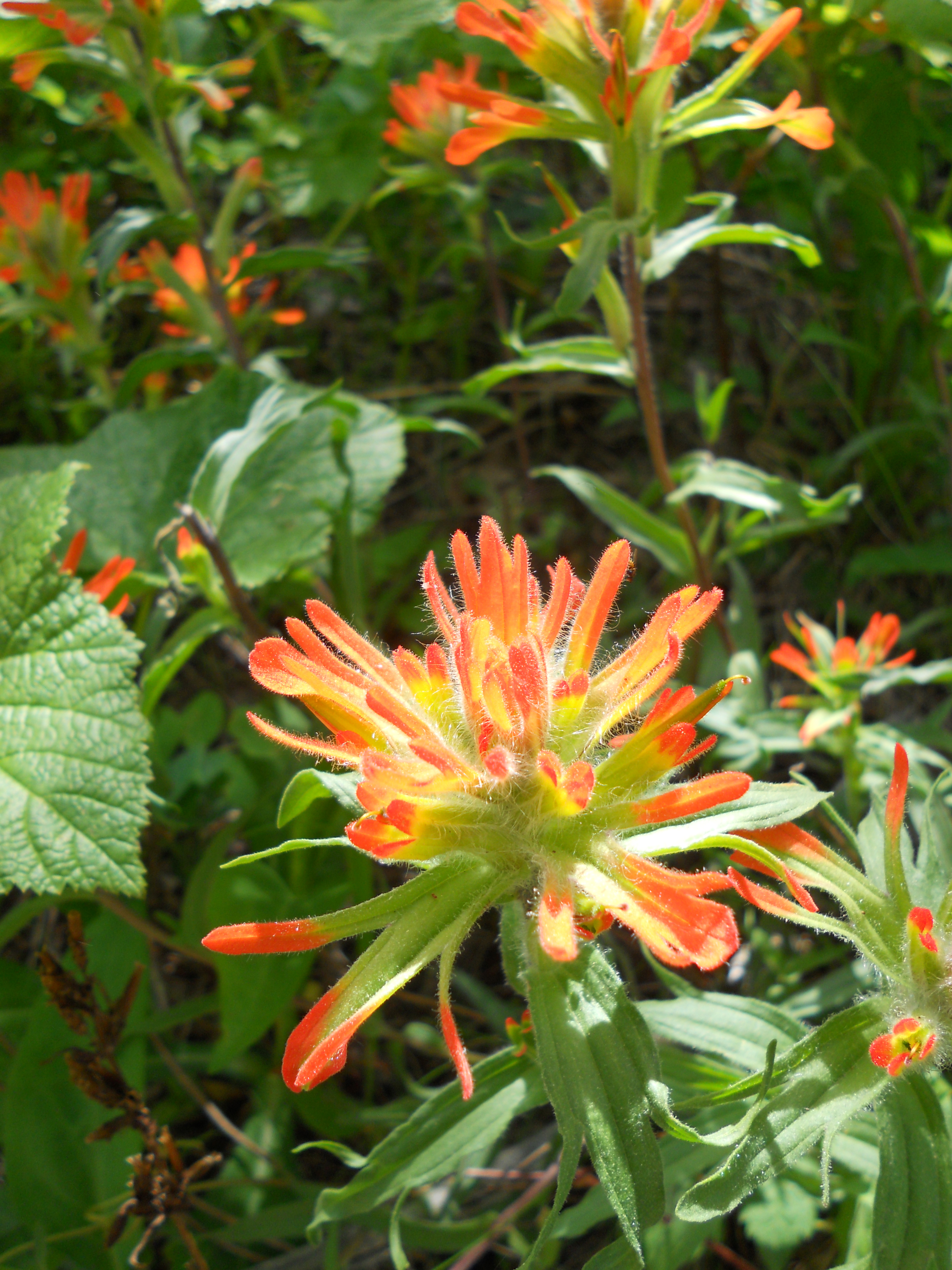
贝尔·霍普上的大花君子兰印度火焰草